# Аркоч, Озджан
Озджан Аркоч (тур. Özcan Arkoç; 2 октября 1939, Хайраболу, Текирдаг — 17 февраля 2021, Гамбург) — турецкий футболист и футбольный тренер, играл на позиции вратаря. Первый турецкий футболист, игравший в немецкой Бундеслиге («Гамбург»).

## Биография

### Игровая карьера
Начинал карьеру в клубе «Вефа», за которую дебютировал в возрасте 17 лет. Для молодого голкипера футбольными кумирами были венгр Дьюла Грошич и советский вратарь Лев Яшин. В 1958 году Аркоч перешёл в «Фенербахче», в составе которого в 1959 году завоевал чемпионский титул. Судьба титула решалась в двухматчевом противостоянии с «Галатасараем». В первом матче «Галатасарай» выиграл со счётом 1:0. Во втором матче, спустя 4 дня, «Фенер» уверенно выиграл со счётом 4:0 и завоевал первый в истории чемпионский титул. Аркоч продолжил играть за «Фенербахче» последующие три сезона, завоевав в 1961 году второй чемпионский титул.
В 1962 году перешёл в «Бешикташ», за который играл в течение двух сезонов. Летом 1964 года переехал в Австрию, где подписал контракт с венской «Аустрией». Из-за ошибки на границе, когда он назвал представителям власти своё имя, его записали в документах как Аркоч Озджан. На протяжении многих лет именно так его называла спортивная пресса, но в 2013 году газета «Hamburger Morgenpost» опубликовала статью о нём. В «Аустрии» он сразу стал основным голкипером, вытеснив из ворот Гернота Фрайдля. В составе «Аустрии» Аркоч отыграл три сезона и в 1967 году выиграл Кубок Австрии.
В 1967 году Аркоч перешёл в «Гамбург» и согласно некоторым источникам был первым турецким футболистом немецкой Бундеслиги, образованной в 1963 году. Однако это неверно, поскольку первым турецким футболистом, игравшим в Германии, был Джошкун Таш — игрок «Кёльна» с 1959 по 1961 год. Первым турецким игроком, который играл в Бундеслиге, был Айкут Уньязиджи, игравший в брауншвейгском «Айнтрахте». При этом Уньязиджи числился как любитель и поэтому именно Аркоча считают первым турецким профессиональным футболистом в Бундеслиге.
Дебютировал в Бундеслиге 19 августа 1967 года в матче против «Вердера» — «Гамбург» выиграл матч со счётом 4:1. В финале Кубка обладателей кубков 1968 года «Гамбург» играл с итальянским «Миланом» — «Милан» выиграл матч со счётом 2:0, благодаря дублю Курта Хамрина. Всего за восемь сезонов в составе «Гамбурга» Аркоч сыграл за «динозавров» во всех турнирах 207 матчей, 159 игр из которых были в Бундеслиге. Завершил карьеру в 1975 году и перешёл на тренерскую работу.

### Тренерская карьера
Аркоч начал как помощник Куно Клётцера в «Гамбурге», вместе с которым в 1977 году выиграл Кубок обладателей кубков УЕФА. После увольнений Клётцера и Гутендорфа Аркоч был назначен главным тренером «Гамбурга». Аркоч стал первым турецким тренером в клубе Бундеслиги и первым бывшим игроком «Гамбурга», который стал главным тренером этой команды. Аркоч проработал во главе «Гамбурга» 22 игры, одержав 8 побед и был отправлен в отставку. Затем он в течение некоторого времени работал с «Ворматией» и «Хольштайном».
С 1982 по 1984 год возглавлял «Коджаэлиспор».

### Семья
Был женат на известной турецкой актрисе Нериман Эсен. Вместе с супругой он управлял в Гамбурге рестораном, где также готовили дёнер-кебаб.

### Смерть
Скончался 17 февраля 2021 года в Гамбурге в возрасте 81 года. Был похоронен рядом со своей супругой на семейном кладбище Гамбурга.

## Достижения
«Фенербахче»
- Чемпион Турции (2): 1959, 1960/61

 «Аустрия» (Вена)
- Обладатель Кубка Австрии (1): 1966/67

 «Гамбург»
- Финалист Кубка обладателей кубков УЕФА (1): 1967/68